# Chích bông ngực hung
Chích bông ngực hung (danh pháp hai phần: Orthotomus frontalis) là một loài chim chi Chích bông trong họ Chiền chiện. Loài này phân bố ở Philippines. Môi trường sinh sống tự nhiên của nó là rừng đất thấp ẩm ướt nhiệt đới hoặc cận nhiệt đới hoặc rừng ngập nước cận nhiệt đới và nhiệt đới. 